# ミリ秒パルサー
ミリ秒パルサー（ミリびょうパルサー、millisecond pulsar; MSP）は、自転周期が1ミリ秒から10ミリ秒の範囲にあるパルサーである。ミリ秒パルサーは、電波、X線、ガンマ線で検出される。起源は未だ分かっていないが、主流の理論では、もともとより長い自転周期のパルサーだったものが、降着の過程によって加速したというものである。
ミリ秒パルサーは、低質量X線連星と関連があると考えられている。この連星系からのX線は、ロッシュローブから溢れた伴星の外層からの降着物質によって形成される中性子星の降着円盤から放出されると考えられている。この降着による角モーメントの転移により、理論上、パルサーの自転周期は、ミリ秒パルサーで観測される数百分の1秒まで短くなる。
しかし、近年、標準進化モデルでは、例えばPSR B1937+21のように特に強い磁場を持つ若いミリ秒パルサーについては説明できないという証拠が得られてきた。Kızıltan & Thorsettは、ミリ秒パルサーには少なくとも2種類の形成過程が必要であることを示した。しかし、もう1つの形成過程については全く分かっていない。

球状星団Terzan 5

多くのミリ秒パルサーは球状星団で見られる。球状星団は恒星の密度が非常に高いので、巨大な伴星を持つ確率が大きくなるので、「加速理論」の裏付けとなる。現在、球状星団中で約130個のミリ秒パルサーが見つかっている。球状星団Terzan 5は、単独で33個のミリ秒パルサーを持つ。これに次いで、きょしちょう座47は22個、M28とM15は各8個を持つ。
非常に正確に計時可能なミリ秒パルサーは、最高の精度の原子時計よりも正確に時間を計ることができる。また同様に、その環境についての非常に鋭敏なプローブとなる。例えば、周囲の軌道上に何か物体があれば、パルスの地球への到着時間に周期的なドップラーシフトを生じる。このシフトを分析することで、伴星の存在や軌道、質量までをも知ることができる。この精度は、小惑星程度の物体も検出できるほどである。太陽のような通常の恒星を公転する太陽系外惑星の最初の発見よりも数年前に発見された太陽系外惑星は、ミリ秒パルサーPSR B1257+12の周囲を公転するものであった。これらの惑星は長い間、太陽系外で唯一の地球程度の質量の惑星であった。PSR B1257+12の惑星の1つPSR B1257+12 Dは、月程度の質量であり、今日においても、太陽系外で最も質量の小さい既知の天体である。

## パルサーの自転速度の限界
最初のミリ秒パルサーであるPSR B1937+21は、1982年にドナルド・バッカーらによって発見された。1秒間に約641周の自転速度で、これまで200個程度発見されたミリ秒パルサーのうち2番目の速さである。2005年に発見されたPSR J1748-2446adは、2012年時点で最も自転速度の速いパルサーであり、1秒間に716周である。
中性子星の構造と進化に関する現在の理論は、自転速度が1秒間に1500回程度を越えると自壊すると予測し、1秒間あたり1000回を超えると、重力放射により降着速度よりも速くエネルギーを失うと予測する。
しかし、2007年初め、RXTEとインテグラルは、1122Hzで自転する中性子星XTE J1739-285を発見した。この結果は、統計的にはあまり有意ではなく、現在も結論は得られていない。現在でも重力放射は自転を減速させると考えられており、さらに、1秒間に599回転するX線パルサーIGR J00291+5934は、将来重力放射を検出しうる第一候補となっている（ほとんどのX線パルサーの自転は、1秒あたり300回程度である）。